# José Castelló Arroyo
José Castelló-Tárrega y Arroyo (Castelló de la Plana, 1904 - Mèxic, 1982) fou un advocat i polític castellonenc, fill de José Castelló Tárrega, amb qui col·laborà en la redacció d'El Heraldo de Castellón. Es llicencià en dret a la Universitat de València i quan començà a exercir es va afiliar al PSOE, del qual en fou delegat al Congrés de 1931. Després del triomf del Front Popular a les eleccions generals espanyoles de 1936, fou nomenat vicepresident de la Comissió gestora provincial del PSOE de març a octubre de 1936. El maig de 1936 fou designat regidor de l'ajuntament de Castelló i magistrat de l'Audiència de Castelló, i n'exercirà d'alcalde de novembre de 1936 fins a la seva dimissió el maig de 1937. També fou vicepresident de la Diputació de Castelló.
Fou fiscal de l'Exèrcit Popular de la República fins al final de la guerra civil espanyola, quan es va exiliar cap a Algèria i d'ací el 1942 a Mèxic, on va dirigir la revista Siempre i es dedicà al comerç i l'exportació de papereria i sabons.